# Rogen
Rogen (Samisch: Rovje) is een meer dat voor het grootste deel in Zweden en voor een klein deel in Noorwegen ligt. Het Zweedse deel van het meer ligt in het landschap Härjedalen en het Noorse deel in het nationaal park Femundsmarka, in de gemeente Engerdal (provincie Hedmark) en de gemeente Røros (provincie Sør-Trøndelag).
Het meer ligt op een hoogte van 758 meter boven de zeespiegel en heeft een oppervlakte van 35,12 km². De langste rivier van Zweden, de Klarälven, ontspringt uit dit meer.

## Moreneruggen
Opmerkelijk aan Rogen is dat het de typelocatie van de zogenaamde 'Rogenmorenes' is. Dit zijn relatief kleine gebogen moreneruggen. De vorming van de Rogenmorenes is onderwerp van discussie, aangezien hun gebogen sikkelvorm lastig te verklaren was door middel van traditionele theorieën. Er wordt tegenwoordig wel aangenomen dat ze in twee fases zijn gevormd: eerst als rechte ruggen onder een ijskap die aan de grond vastgevroren zat en daarna gedeformeerd tijdens de laatste ijsbedekking.

## Natuurreservaat
Rogen is ook de naam van een vrij groot Zweeds natuurreservaat. Het bestaat uit het meer en omliggende gebieden en beslaat 50 000 hectare. Het is het enige gebied in Zweden waar muskusossen voorkomen en van de grote roofdieren zijn beer, veelvraat en lynx vertegenwoordigd. Eind 2008 is bekend geworden dat het zal opgaan in een nieuw op te richten nationaal park Rogen-Juttulslätten maar wanneer dit zal gaan gebeuren is nog niet bekend.

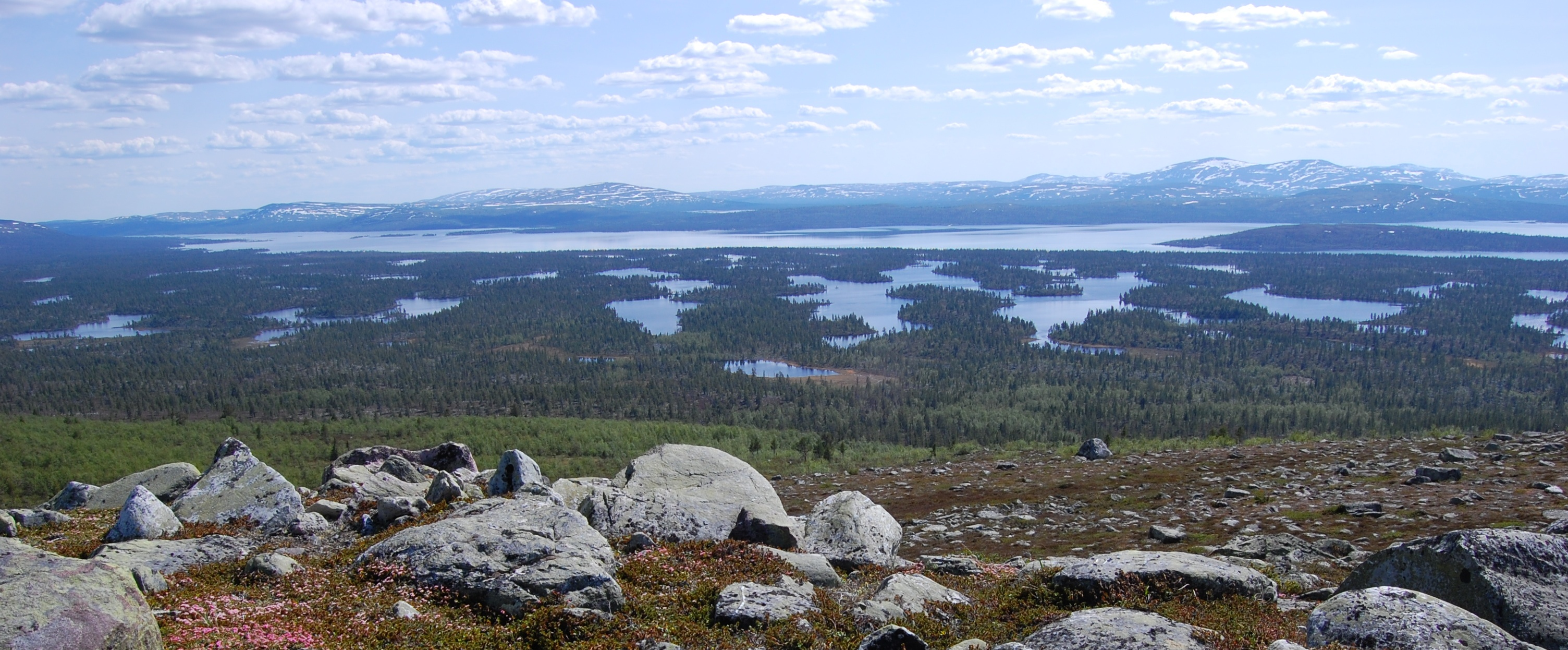
Rogen gezien vanuit het noorden. De beboste ruggen in het meer zijn de Rogenmorenes.